# (464181) 2015 AT203
(464181) 2015 AT203 es un asteroide perteneciente al cinturón de asteroides, descubierto el 18 de diciembre de 2003 por el equipo Spacewatch desde el Observatorio Nacional de Kitt Peak (Arizona, Estados Unidos).